# Championnat d'Argentine de football 1989-1990
Navigation
Saison précédente Saison suivante
La saison 1989-1990 du Championnat d'Argentine de football était la 60e édition professionnelle de la première division argentine. Les 20 meilleures équipes du pays sont regroupées au sein d'une poule unique, où chaque club rencontre tous ses adversaires deux fois.
C'est le club de River Plate qui termine en tête du championnat et remporte le 23e titre de champion d'Argentine de son histoire.

## Les 20 clubs participants
| \| Buenos Aires La Plata Santa Fe Rosario Córdoba Resistencia Corrientes \| Villes représentées lors de la saison 1989-1990 |
| Buenos Aires La Plata Santa Fe Rosario Córdoba Resistencia Corrientes                                                       |

- Boca Juniors
- San Lorenzo de Almagro
- River Plate
- Independiente
- Gimnasia y Esgrima (La Plata)
- Newell's Old Boys (Rosario)
- Talleres (Córdoba)
- Instituto (Córdoba)
- Racing Club
- Rosario Central
- Vélez Sársfield
- Argentinos Juniors
- Estudiantes (La Plata)
- Ferro Carril Oeste
- Deportivo Español
- Platense
- Deportivo Mandiyu (Corrientes)
- Racing (Córdoba)
- Unión (Santa Fe) - Promu de Segunda División
- Chaco For Ever (Chaco)  - Promu de Segunda División

## Compétition

### Classement
Le classement est établi en utilisant le barème suivant :
- Victoire : 2 points
- Match nul : 1 point
- Défaite, forfait ou abandon : 0 point

| Rang | Équipe                         | Pts | J  | G  | N  | P  | Bp | Bc | Diff |
| ---- | ------------------------------ | --- | -- | -- | -- | -- | -- | -- | ---- |
| 1    | River Plate                    | 53  | 38 | 20 | 13 | 5  | 48 | 20 | +28  |
| 2    | Independiente T                | 46  | 38 | 16 | 14 | 8  | 54 | 36 | +18  |
| 3    | Boca Juniors                   | 43  | 38 | 11 | 21 | 6  | 49 | 35 | +14  |
| 4    | Rosario Central -2             | 43  | 38 | 16 | 13 | 9  | 45 | 36 | +9   |
| 5    | Vélez Sársfield                | 42  | 38 | 14 | 14 | 10 | 46 | 32 | +14  |
| 6    | Ferro Carril Oeste             | 39  | 38 | 11 | 17 | 10 | 24 | 20 | +4   |
| 7    | Gimnasia y Esgrima (La Plata)  | 39  | 38 | 12 | 15 | 11 | 34 | 31 | +3   |
| 8    | Racing Club                    | 39  | 38 | 11 | 17 | 10 | 34 | 34 | 0    |
| 9    | Argentinos Juniors             | 38  | 38 | 13 | 12 | 13 | 42 | 40 | +2   |
| 10   | Deportivo Mandiyu (Corrientes) | 36  | 38 | 11 | 14 | 13 | 40 | 40 | 0    |
| 11   | Talleres (Córdoba) -2          | 36  | 38 | 12 | 14 | 12 | 45 | 46 | -1   |
| 12   | Newell's Old Boys (Rosario) -2 | 36  | 38 | 12 | 14 | 12 | 40 | 43 | -3   |
| 13   | Unión (Santa Fe) P             | 36  | 38 | 10 | 16 | 12 | 40 | 43 | -3   |
| 14   | Platense                       | 36  | 38 | 13 | 10 | 15 | 35 | 40 | -5   |
| 15   | San Lorenzo                    | 35  | 38 | 10 | 15 | 13 | 44 | 50 | -6   |
| 16   | Estudiantes (La Plata)         | 34  | 38 | 7  | 20 | 11 | 34 | 39 | -5   |
| 17   | Chaco For Ever (Chaco) P       | 32  | 38 | 10 | 12 | 16 | 40 | 56 | -16  |
| 18   | Racing (Córdoba)               | 32  | 38 | 11 | 10 | 17 | 32 | 48 | -16  |
| 19   | Deportivo Español              | 31  | 38 | 12 | 7  | 19 | 39 | 53 | -14  |
| 20   | Instituto (Córdoba)            | 26  | 38 | 8  | 10 | 20 | 31 | 56 | -25  |

|  | Qualification pour la Copa Libertadores 1991      |
|  | Participation à la Liguilla pré-Libertadores      |
|  | Participation au barrage de relégation            |
|  | Relégation en Segunda División                    |
|  | T : Tenant du titre P : Promu de Segunda División |

- Instituto (Córdoba) est relégué, possédant la plus mauvaise moyenne de points sur 3 saisons. Chaco For Ever (Chaco) et Racing (Córdoba) terminent ex æquo à l'avant-dernière place au classement des moyennes, les 2 clubs doivent disputer un match de barrage.

### Matchs
- L'Argentine dispose de 2 places assurées en Copa Libertadores : une pour le champion de la saison régulière (cette saison, le club de River Plate) et une pour le gagnant de la rencontre entre le vainqueur de la Liguilla pré-Libertadores, une coupe qui rassemble les 4 meilleurs clubs de D1. Cette compétition se joue en matchs aller-retour avec élimination directe.

### Liguilla pré-Libertadores

#### Demi-finales
| Équipe 1      | Résultat | Équipe 2          | Aller | Retour |
| ------------- | -------- | ----------------- | ----- | ------ |
| Boca Juniors  | 2 - 1    | Deportivo Español | 1 - 0 | 1 - 1  |
| Independiente | 4 - 2    | Rosario Central   | 1 - 1 | 3 - 1  |

#### Finale
| Équipe 1     | Résultat | Équipe 2      | Aller | Retour |
| ------------ | -------- | ------------- | ----- | ------ |
| Boca Juniors | 2 - 0    | Independiente | 1 - 0 | 1 - 0  |

- Boca Juniors se qualifie pour le match de barrage pour la Copa Libertadores 1991.

### Barrage de relégation
| Équipe 1               | Résultat | Équipe 2         |
| ---------------------- | -------- | ---------------- |
| Chaco For Ever (Chaco) | 5 - 0    | Racing (Córdoba) |

- Racing Cordoba est relégué en Segunda División.

## Bilan de la saison
| Tableau d'Honneur                   |             |
| Compétition                         | Vainqueur   |
| Championnat d'Argentine de football | River Plate |

| Qualifications continentales |                          |
| Copa Libertadores 1991       | Boca Juniors River Plate |

| Promotions et relégations    |                                      |
| Promus en Primera Division   | Huracán Lanus                        |
| Relégués en Segunda Division | Instituto (Córdoba) Racing (Córdoba) |